# Rhodogastria callipyga
Rhodogastria callipyga är en fjärilsart som beskrevs av Hans Daniel Johan Wallengren 1860. Rhodogastria callipyga ingår i släktet Rhodogastria och familjen björnspinnare. Inga underarter finns listade.